# Израз (математика)
Вижте пояснителната страница за други значения на Израз.
Вижте пояснителната страница за други значения на Израз.
Израз е последователност от букви, цифри и символи, на която може да бъде съпоставена определена стойност.

## Математика
В математиката изразът представлява формула. Например изрази са:
{\displaystyle 2+3.5}

{\displaystyle x={\frac {-b-{\sqrt {b^{2}-4ac}}}{2a}}}

{\displaystyle \lim _{n\to \infty }\left(1+{\frac {1}{n}}\right)^{n}.}

## Информатика
В информатиката израз представлява последователност от константи, променливи, функции и оператори, за която може да се определи стойност от някакъв тип данни. За израза се казва, че е от този тип данни. Например в C има няколко типа данни - цял, реален, символ, символен низ, адрес и др. и изразите са от един от тези типове данни. В повечето езици за изразите от различни типове има различни константи, променливи и оператори. Обикновено израз от даден тип може да се преобразува в израз от друг тип.
Например в C всеки от следните редове представлява израз:
```
a
 
=
 
5
 
// Цял израз (когато a е от тип int)

(
a
 
+
 
7.2
)
 
/
 
3
 
// Реален израз

'm'
 
// Символ

"Hello world
\n
"
 
// Символен низ

&
b
 
+
 
3
 
// Адрес

```